# Wild Weasel

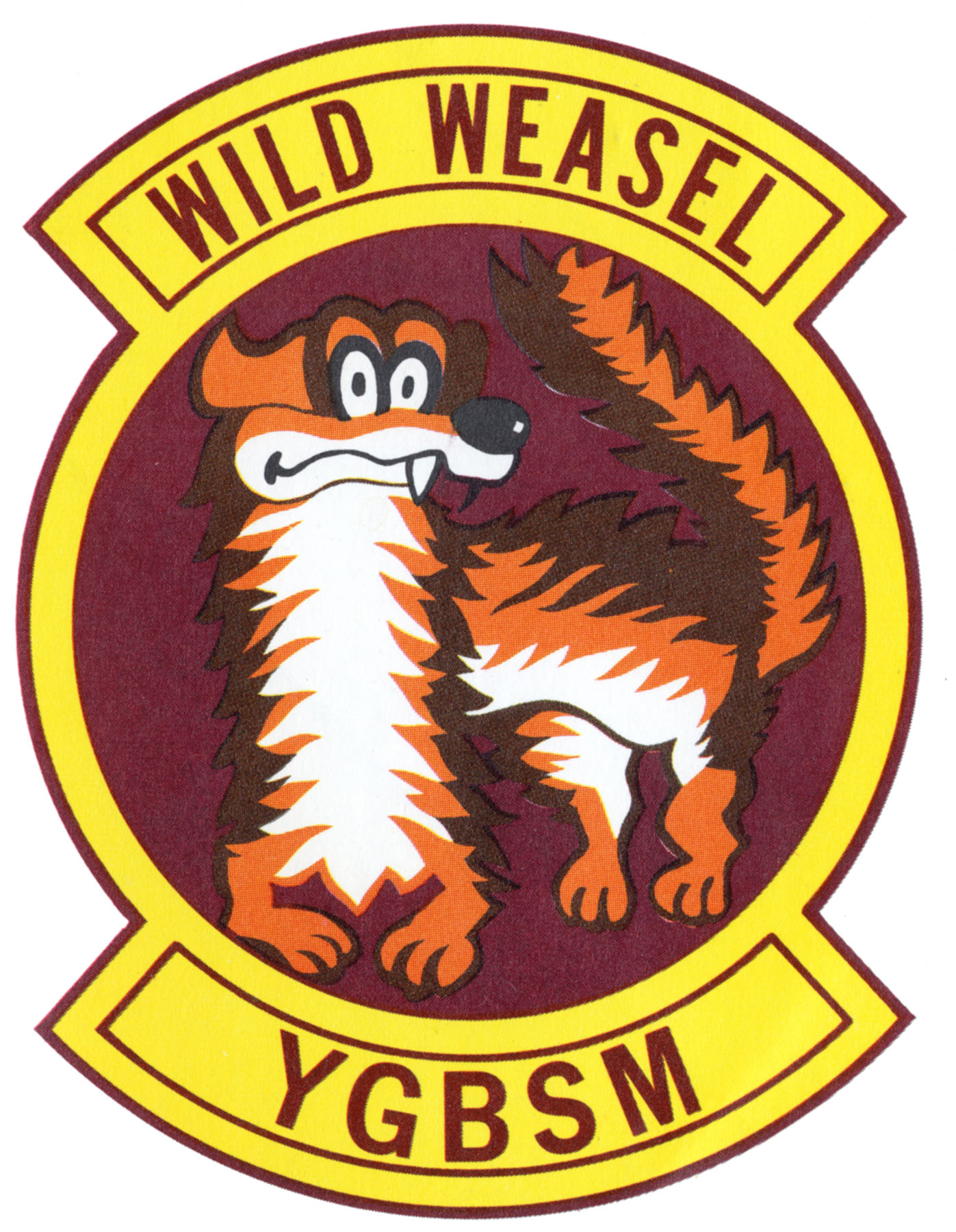
Wild-Weasel-Aufnäher mit YGBSM-Schriftzug

Wild Weasel ist eine inoffizielle Bezeichnung für Flugzeuge der United States Air Force, die mit der Unterdrückung der feindlichen Luftabwehr (engl. Suppression of Enemy Air Defences) beauftragt sind. Der Name stammt vom Wild-Weasel-Projekt, dem ersten Entwicklungsprogramm für Luftabwehr- und Radarbekämpfungsflugzeuge. Das Wild-Weasel-Konzept wurde während des Vietnamkriegs entwickelt, um speziell gegen die hohe Anzahl der nordvietnamesischen radargelenkten Boden-Luft-Raketen (engl. SAM) vorgehen zu können.
Im Einsatz wird nach Ausstrahlungen von Feuerleitradargeräten gesucht oder die Aufschaltung des Wild-Weasel-Flugzeugs provoziert, um die Position mittels Triangulation zu bestimmen und anschließend zu markieren. Danach wird die Radarstellung entweder mit Raketen, die über einen speziellen auf die Sendeimpulse des Radars reagierenden Suchkopf verfügen (engl. Anti-Radiation Missile (ARM)), beispielsweise AGM-45 Shrike, AGM-78 Standard ARM, AGM-88 HARM (High-Speed ARM) oder fallweise auch mit konventioneller Bewaffnung bekämpft. Die Missionen werden meistens in einer 4er-Formation oder zwei 2er-Formationen geflogen, wobei ein Teil den „Lockvogel“ spielt, während der andere Teil den Angriff übernimmt; diese Aufteilung wird auch „Hunter-Killer-Team“ genannt.
Als die Bombardierung Nordvietnams 1972 im Rahmen der Operation Linebacker wieder aufgenommen wurde, flogen gemischte Formationen aus zwei F-105G und zwei F-4. Dabei fungierten die F-105G als „Hunter“, welche die Identifizierung und Bekämpfung des Radars zur Aufgabe hatten. Die „Killer“-Komponente flogen F-4D/E Phantoms und griffen die markierten SAM-Stellungen mit konventionellen Bomben an, um Startgeräte und Raketen zu zerstören.
Aufgrund der Gefährlichkeit dieser Missionen wurden nur freiwillige Piloten für die Wild-Weasel-Aufgabe ausgebildet. Das inoffizielle Motto der Besatzungen wurde YGBSM (engl. You Gotta Be Shittin' Me, zu deutsch etwa „Du willst mich doch verarschen“), was angeblich die Standardaussage der ersten Wild-Weasel-EWOs (engl. Electronic Warfare Officer, zu deutsch etwa Offizier für elektronische Kampfführung) war, als sie erfuhren, was das Wild-Weasel-Konzept beinhaltet. Die Taktik gegen bereits anfliegende Flugabwehrraketen bestand darin, diesen zunächst entgegen zu fliegen und kurz bevor man in den Wirkungsbereich des Gefechtskopfes geriet, in einer scharfen Kurve auszuweichen. Dabei bestand einerseits die Gefahr, dass das Flugzeug beschädigt oder zerstört wurde, wenn das Ausweichmanöver zu spät eingeleitet wurde. Wurde das Manöver hingegen zu früh eingeleitet, konnte die Flugabwehrrakete dem Flugzeug folgen. Bei mehreren abgefeuerten SAM-Raketen konnte es dazu kommen, dass ein Flugzeug mehreren Raketen ausweichen musste oder mehrere Flugzeuge gleichzeitig Ausweichmanöver fliegen mussten, wodurch Kollisionsgefahr bestand.

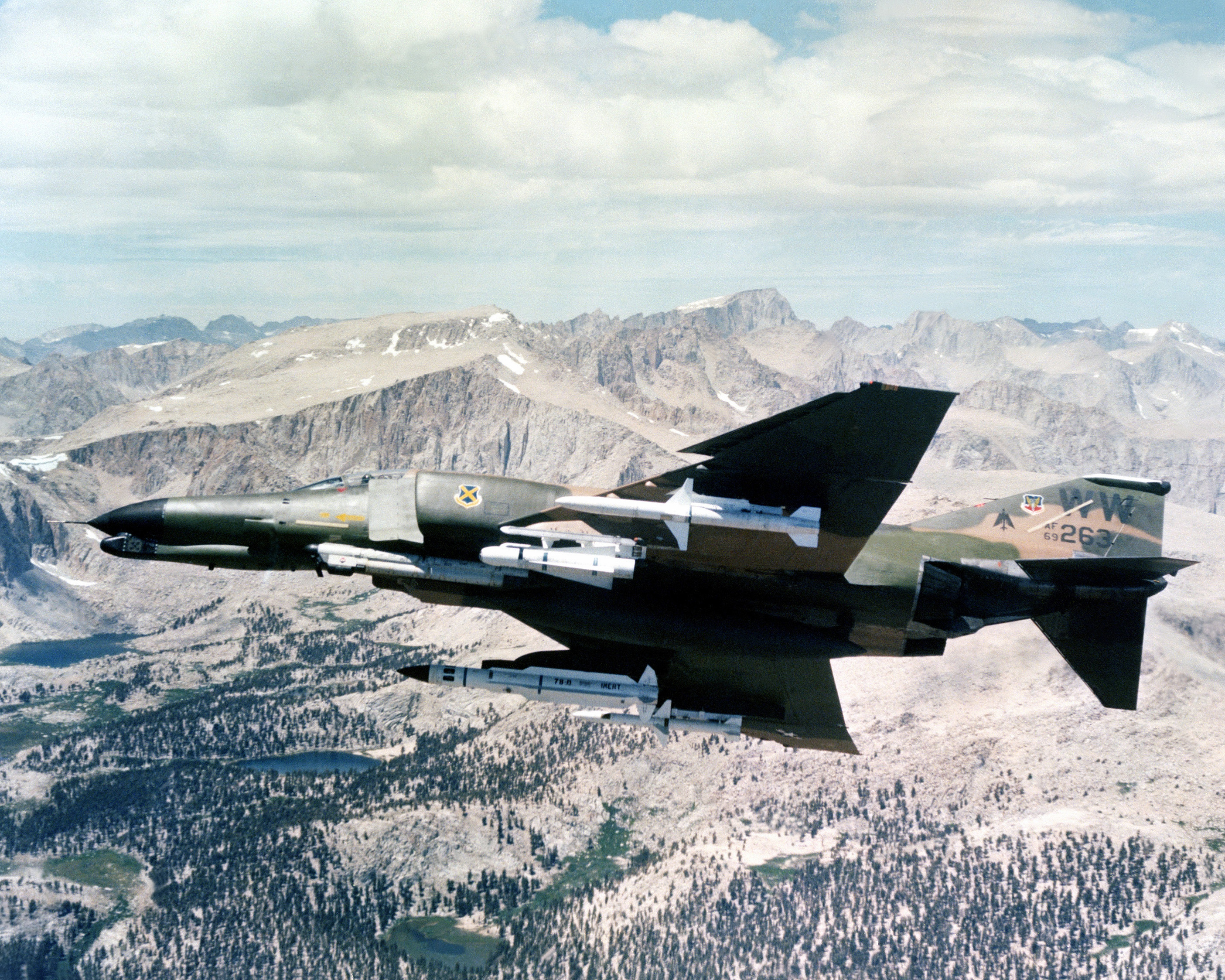
Eine F-4G mit AGM-88 HARM, AGM-65 Maverick, ALQ-119 ECM-Störsender, AGM-78 Standard ARM und AGM-45 Shrike, etwa 1981 aufgenommen

Das erste Flugzeug, das im Jahr 1965 für diese Rolle erweitert wurde, war die F-100F Wild Weasel I. Da die F-100 nicht über die Leistungscharakteristiken verfügte, um in solch einer Gefahrenumgebung zu überleben, wurde die Rolle im Sommer 1966 von der Republic F-105 Thunderchief in der Variante F (Wild Weasel II) und später in der verbesserten Variante G (Wild Weasel III) übernommen. Aufgrund der Einstellung der F-105-Produktion im Jahr 1964 musste aber ein Nachfolger gesucht werden und wurde in der F-4C Phantom II gefunden, designiert als Wild Weasel IV. Schließlich bildete die E-Variante die Grundlage für die bekannteste und erfolgreichste Wild-Weasel-Konfiguration, der F-4G Wild Weasel V, die ihre Missionen 1978 aufnahm. Sie blieb als letzte Phantom-Version innerhalb der USAF bis 1996 im Einsatz und arbeitete zusammen mit der F-16 Fighting Falcon im „Hunter-Killer-Team“. Heute wird die Wild-Weasel-Rolle nur noch von der F-16 CJ Block 50/52 durchgeführt (unter anderem auch auf der Spangdahlem Air Base in Deutschland stationiert), auch als SAM-Hunter bekannt.

## Technik
Bei der F-4G Wild Weasel V – auch als Advanced Wild Weasel bezeichnet – wurde die 20-mm-Kanone M61A1 entfernt und durch frontal und seitlich ausgerichtete Antennen für das AN/APR-38-Radarwarnungssystem ersetzt. Dieses System konnte Feuerleitradarsysteme erkennen und identifizieren sowie nach programmierten Prioritäten sortieren. Die Anzeigen des im Hintersitz befindlichen EWOs bestanden aus einer sogenannten Planposition-Anzeige zur Anzeige von Entfernung und Richtung der einzelnen Luftabwehrradare, einem Panorama-Analyse-Display zur Typidentifizierung sowie Markierung der höchsten Priorität jeder aufgefassten Bedrohung, und einer erweiterten Zielmarkierungsanzeige. Die ehemalige Kanonenhülle unterhalb der Nase wurde mit einem Lufteinlass ausgerüstet, um die Kühlung der dort installierten Avioniksysteme zu gewährleisten. Das Hauptradar war das AN/APQ-120 der F-4E mit einem neuen Prozessor. Insgesamt befanden sich 52 Sende- oder Empfangsantennen für die Wild-Weasel-Aufgabe an dem Flugzeug.

## Die Wild Weasels während Desert Storm

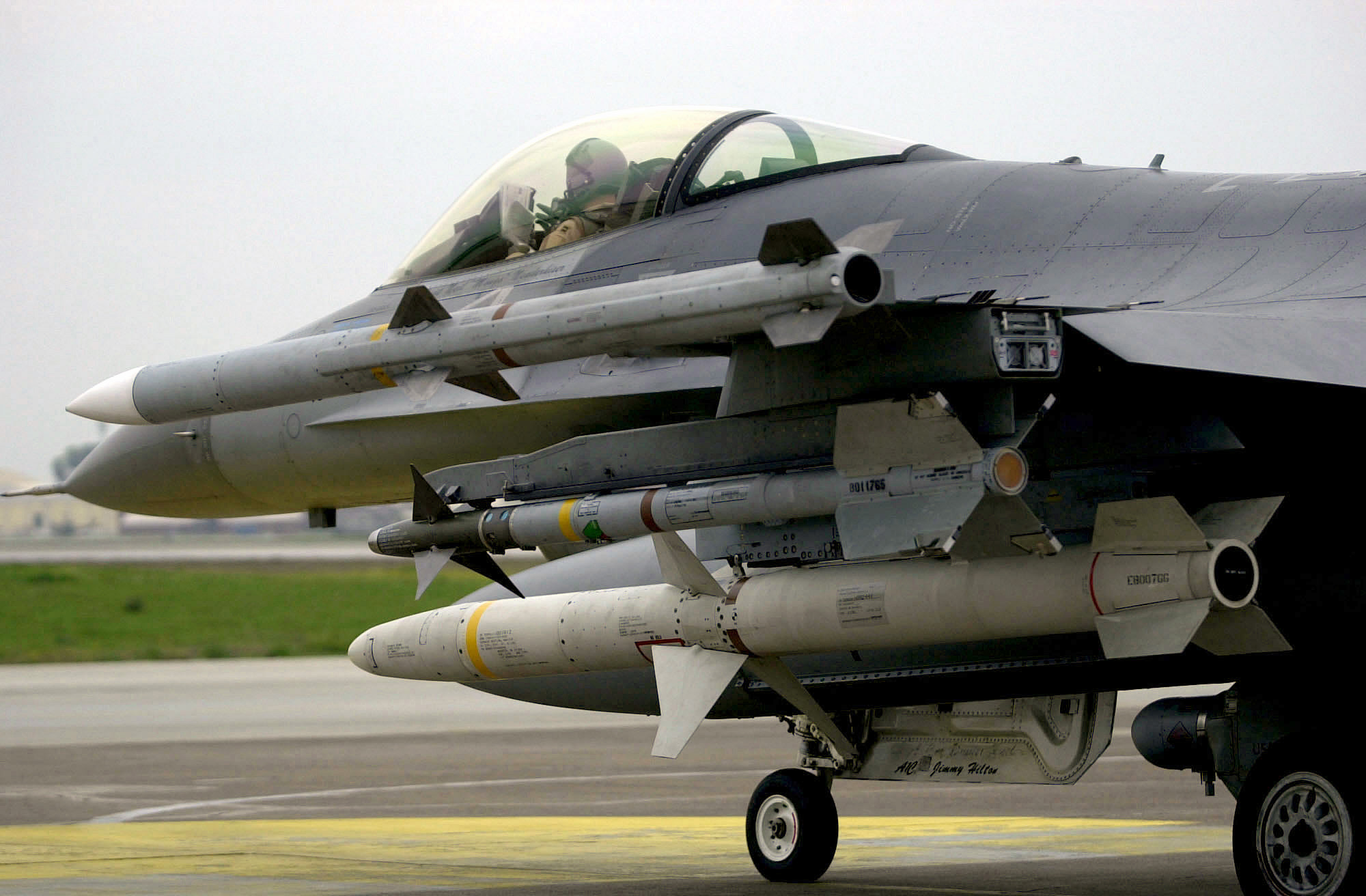
Eine AGM-88 HARM (unten) neben einer AIM-9 (Mitte) und AIM-120 (oben) an einer F-16C

Die 35. TFW (engl. Tactical Fighter Wing) aus George AFB, Kalifornien, und die 52. TFW aus Spangdahlem, Deutschland, wurden auf die Sheik Isa AFB in Bahrain und die Incirlik Air Base in der Türkei verlegt, um innerhalb der Operation Desert Storm tätig zu werden. Gemäß dem Wild-Weasel-Konzept bombardierten die F-4Gs in Zusammenarbeit mit der F-16 einen Korridor von irakischen Flugabwehrraketenstellungen für die darauffolgenden Bombereinheiten und vernichteten Radaranlagen und Leitzentren der Luftstreitkräfte. Dabei ging lediglich eine F-4G verloren und dies auch nur, weil sie das Tankflugzeug verpasst hatte und wegen Treibstoffmangels sowie Nebels und ausgefallener Beleuchtung am Al-Kharj-Luftwaffenstützpunkt in Saudi-Arabien nicht notlanden konnte. Die Besatzung konnte sich mit dem Schleudersitz retten.
Aufgrund der Erfolge des Wild Weasel während des Zweiten Golfkrieges wurde die F-4G noch in den Flugverbotszonen während der Operation Southern Watch (Schutz der schiitischen Bevölkerung) sowie Operation Provide Comfort II (Schutz der kurdischen Bevölkerung) eingesetzt.